# Pedro Gallina
Pedro Alfredo Gallina Taverna (Buenos Aires; 30 de marzo de 1949-21 de junio de 2022) fue un futbolista argentino que tuvo en su trayectoria clubes de Argentina y Chile. Es recordado como un ídolo de Lota Schwager, además de haber hecho uno de los goles más bonitos de la historia del Estadio Sausalito.
Falleció el 21 de junio de 2022 a los 73 años.

## Equipos
| Club                                   | País      | Año       |
| -------------------------------------- | --------- | --------- |
| Ferro Carril Oeste                     | Argentina | 1969-1973 |
| → Gimnasia y Esgrima La Plata (cedido) | Argentina | 1972-1973 |
| Lota Schwager                          | Chile     | 1974-1975 |
| Universidad Católica                   | Chile     | 1976      |
| Everton                                | Chile     | 1977-1979 |
| Cobresal                               | Chile     | 1980      |